# Gustave Eiffel
Alexandre Gustave Eiffel, född 15 december 1832 i Dijon i Bourgogne, död 27 december 1923 i Paris, var en fransk ingenjör, arkitekt och specialist på metallkonstruktioner. Han är mest känd för att ha konstruerat Eiffeltornet i Paris inför världsutställningen 1889 och 1881 stommen till Frihetsgudinnan i New York.
Eiffel var ingenjör med examen från École Centrale Paris och en av pionjärerna inom modern stål- och glasarkitektur. Han konstruerade flera järnvägsbroar, varav den längsta har ett 160 meter långt brospann över floden Doro vid Porto i Portugal. Ett tragiskt misslyckande var bron i Münchenstein, som kollapsade 1891 och ledde till att över 70 människor dog och att många fler blev svårt skadade. Detta är Schweiz värsta järnvägsolycka. Den utreddes av Wilhelm Ritter och Ludwig von Tetmajer, som konstaterade att olyckan berodde på att strävorna varit för svaga. Det ledde sedermera fram till att man slutade räkna med ren eulerknäckning.

## Biografi
Eiffel föddes i Dijon, Côte-d'Or, Frankrike. Hans far hette François Alexandre Boenickhausen och var av tysk härkomst. Eiffel togs sedermera från en  tysk anfader från dennes födelseort i den tyska Eifel-regionen (i Nettersheim Marmagen). Efternamnet Bönickhausen klingade för tyskt under denna period då relationen länderna emellan var ansträngd på grund av krig och konflikter och 1880 beviljades ingenjörens ansökan om att få bära efternamnet Eiffel. De två starkaste influenserna under Eiffels ungdom var två framgångsrika kemister; hans farbröder Jean-Baptiste Mollerat och Michel Perret. De tillbringade mycket tid med den unge Eiffel, och fyllde hans huvud med allt från kemi och gruvteknik till religion och filosofi. I skolan var Eiffel extremt duktig, men inte så flitig. När han gick på gymnasiet vid Lycée Royal, var han uttråkad och tyckte att lektionerna var ett slöseri med hans tid. Det var inte förrän under sina sista två år i skolan som Eiffel hade hittat sin nisch; inte i teknik, utan i historia och litteratur. Eiffels studievanor förbättrades och han tog examen i både naturvetenskap och humaniora. Eiffel började på Collège Sainte Barbe i Paris, för att förbereda sig för de svåra inträdesproven till École Polytechnique, som var, och fortfarande är, den mest prestigefyllda tekniska institutionen i Frankrike. Till sist nekades Eiffel tillträde till École Polytechnique, och började i stället studera vid École Centrale Paris i Paris, som var en privat skola och är nu känd som en av de främsta tekniska skolorna i Europa.  
Hans mor, Catherine Mélanie Moneuse, var framgångsrik affärskvinna inom kolindustrin och efter hand så började Eiffels far arbeta med henne som hennes assistent. Denna verksamhet gav familjen stora inkomster vilket gjorde det möjligt för Gustave att utbilda sig vid École Centrale Paris, där han studerade kemi (motsvarande en Master of Science). Eiffel tog examen vid École Centrale des Arts 1855, med en magisterexamen i kemi, samma år som Paris höll den första Världsutställningen. Efter studierna, erbjöd Eiffels morbror honom ett jobb på sin ättiksfabrik i Dijon, Frankrike, men en familjetvist grusade den möjligheten, och Eiffel accepterade snart en nybörjaranställning hos ett företag som konstruerade järnvägsbroar. 
Charles Nepveu gav Eiffel hans första arbete som en av många projektledare vid uppförandet av en järnvägsbro i Frankrike. Under byggprocessen lämnade flera ingenjörsmedarbetare projektet, och Eiffel tog slutligen över dess ledning. Nepveu såg det arbete som Eiffel utförde på platsen, och fortsatte att engagera honom som projektledare för andra byggen av järnvägsbroar och olika byggnader. Under dessa projekt lärde Eiffel känna andra ingenjörer, som såg hans talang och han erbjöds därför att delta i många andra projekt. Utan Nepveus påverkan och orubbliga stöd hade Eiffel kanske inte blivit så framgångsrik som han senare skulle bli.

## Karriär

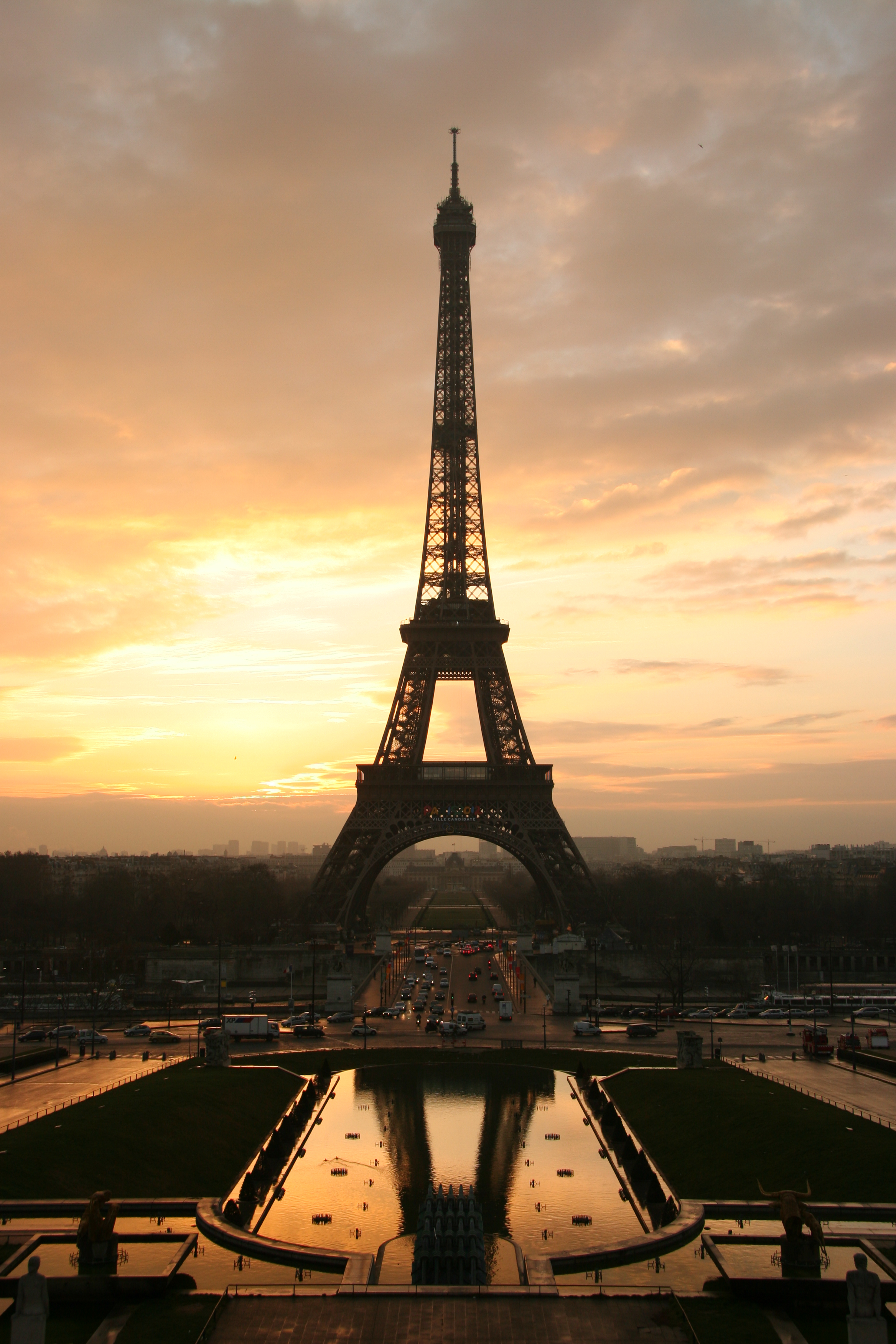
Eiffeltornet i soluppgången

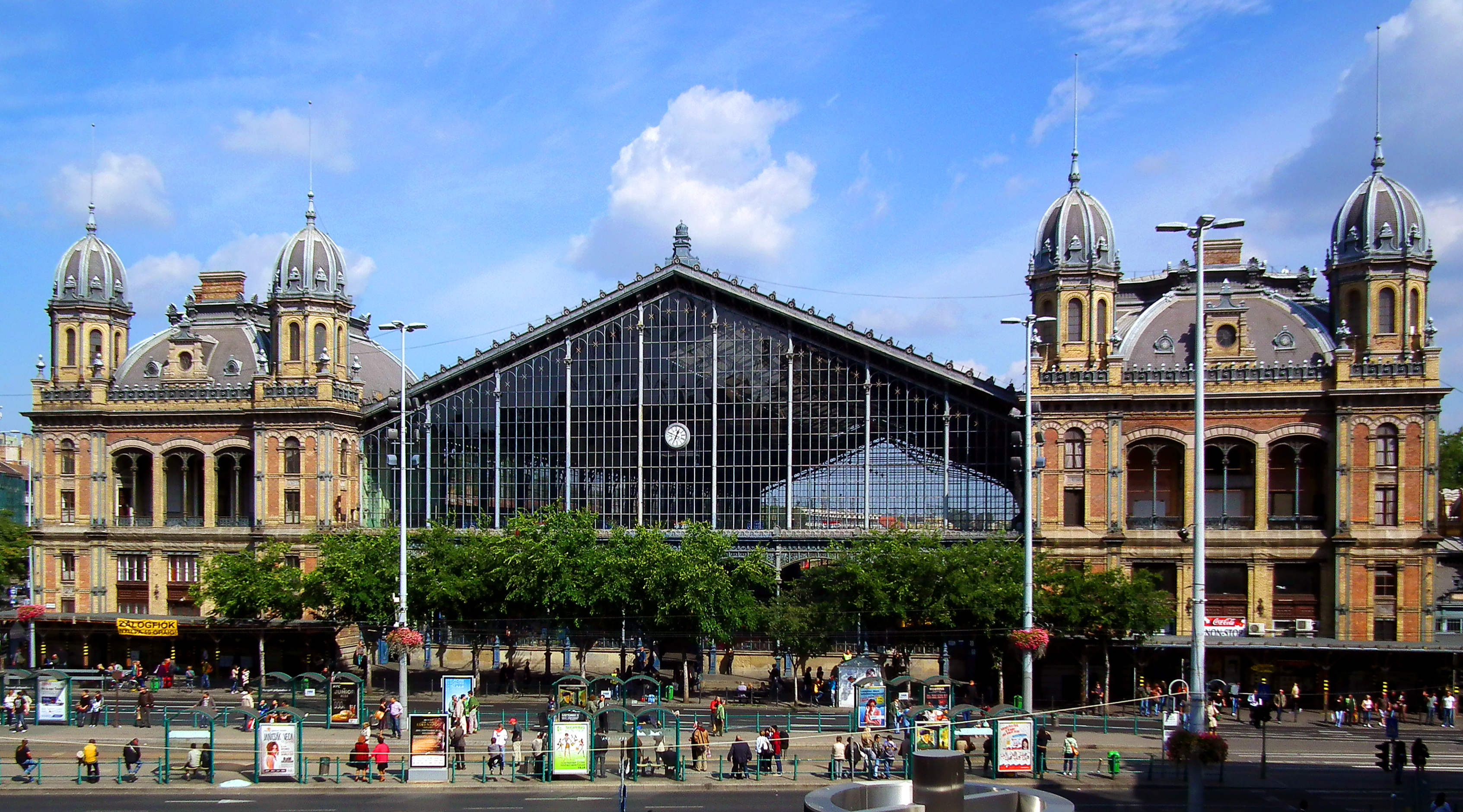
Nyugati pályaudvar i Budapest

Eiffel et Cie, Eiffels konsult- och byggföretag, deltog med stöd av en belgisk ingenjör Téophile Seyrig i en internationell anbudsgivning för att utforma och bygga en 160 m lång järnvägsbro över floden Douro, mellan Porto och Vila Nova de Gaia, Portugal. Deras förslag segrade med motiveringen att det bestod av en vacker, öppen struktur, var billigast, och använde sig av kraftlinjemetoden, en på den tiden ny konstruktionsteknik som utvecklats av Maxwell under 1864. Ponte Maria Pia består av en dubbel-ledad brobåge med pelare som förstärker bron, och har en enspårig järnvägslinje. Arbetet gick snabbt och bron byggdes på mindre än två år, (5 januari 1876 till 4 november 1877). Den invigdes av kung Luís och drottning Maria Pia, som bron också uppkallades efter. Bron var i bruk fram till 1991 (114 år), då den ersattes av S. John Bridge, konstruerad av ingenjör Edgar Cardoso. Eiffel byggde ett antal järnvägsbroar av gjutjärn i Centralmassivet, såsom viadukterna vid Rouzat och Bouble. De byggdes i slutet av 1860-talet och används fortfarande av lokala tåg.
Gustave Eiffel utformade också La Ruche i Paris. Detta, liksom Eiffeltornet, blev ett landmärke för staden. Det är en rund trevåningskonstruktion som ser ut som en stor bikupa och skapades som ett tillfälligt byggnadsverk för att användas som en vinrotunda vid Världsutställningen 1900. Han har också konstruerat Garabitviadukten, en järnvägsbro nära Ruynes en Margeride i Cantaldepartementet. I Amerika konstruerade Eiffel centralstationen i Santiago de Chile (1897) och fyren som ligger på Mona Island, Puerto Rico. Fyren byggdes omkring 1900 av USA som förvärvade ön efter slutet av spansk-amerikanska kriget. Den stängdes år 1976.
År 1887 blev Eiffel involverad i det franska försöket att konstruera Panamakanalen. Under ledning av Ferdinand de Lesseps, hade det franska Panamakanalbolaget försökt att bygga en kanal längs havsnivån, men kom slutligen till insikt om att det var opraktiskt. En förhöjd, slussbaserad kanal valdes som ny design och Eiffel anlitades för att utforma och bygga slussarna. Men hela kanalprojektet var väldigt misskött och kollapsade slutligen med enorma förluster som följd. Eiffels rykte led ett allvarligt bakslag när han förknippades med de finansiella skandalerna kring de Lesseps och entreprenörerna bakom projektet. Eiffel själv hade inte något samband med finanserna, och hans dom som skyldig togs sedan tillbaka. Det arbete han lagt ner vid Panamakanalen kom aldrig till användning, för när amerikanerna senare förverkligade planerna på att bygga en kanal använde de sig av en annan typ av sluss (se Panamakanalens historia). 
Efter pensioneringen ägnade han sig åt forskning och utvecklade nya idéer och kunde då dra praktisk nytta av Eiffeltornet. Med hjälp av tornet kunde han göra framsteg inom aerodynamik, meteorologi, och radiosändningar. Han byggde en vindtunnel vid basen av tornet för sin aerodynamiska forskning, han hade meteorologisk utrustning placerad på olika platser i tornet, och föreslog att militären skulle ha radioutrustning installerad på toppen. Under de följande åren skulle tornet fortsätta att fungera som ett permanent radiotorn och till sist användas för TV-sändningar.
Eiffel avled den 27 december 1923 i sitt hem på Rue Rabelais i Paris. Han begravdes på Kyrkogården Levallois-Perret.

### Inflytande
Den industriella revolutionen spelade en viktig roll i Gustave Eiffels liv. Människor reste över hela världen, ny teknik och nya material blev tillgängliga och länderna industrialiserades. Mycket av Eiffels arbete påverkades av en eller flera av dessa nya förhållanden, som uppstått tack vare den industriella revolutionen. 
Det som påverkade Eiffels arbete mest var transporterna. Människor runt om i världen krävde säkra passager över floder och det behövdes därför tillförlitliga broar. Det som gjorde att Eiffel fick rykte om sig som ingenjör var just byggnationen av dessa broar, vilket gav honom möjlighet att driva större och svårare projekt senare i livet. De broar som han konstruerade uppfördes över hela världen. Broarna gjorde så att resor och handel i det geografiska område där de byggdes blev enklare och snabbare. Många av Eiffels broar krävde inte kvalificerad arbetskraft för montering, vilket gjorde dem till ekonomiskt lönsamma val. 
Frihetsgudinnan var en gåva från Frankrike till USA. Eiffels utformning av dess inre strukturella delar gjorde det möjligt att förverkliga statyn, som visade den vänskap och respekt som delades mellan Frankrike och USA. Frihetsgudinnan blev snabbt en nationell symbol för frihet i USA och gav medborgarna en känsla av stolthet. Statyn blev en stor turistattraktion och lockade många människor till New York, vilket stimulerade ekonomin. Många av de amerikaner som bodde i Frankrike var nöjda med gåvan till sitt land och byggde som tack, en bronsmodell av frihetsgudinnan i ¼-skala. Den står cirka 1,5 km sydväst om Eiffeltornet på en ö i Seine.
Eiffeltornet hade från start en enorm inverkan på Frankrike. Tornet var i fokus för världsutställningen 1889 och nästan två miljoner människor besökte Eiffeltornet bara under 1889. Tornet blev snabbt en turistattraktion och förde stora summor pengar in i Frankrikes ekonomi. Efter att ursprungligen ha varit tänkt som ett blickfång (det utformades faktiskt för att lätt kunna rivas efter utställningen), blev tornet snabbt en nationell symbol för Frankrike och väckte en känsla av stolthet hos fransmännen. 
Många av de broar Eiffel hade hjälpt till att utforma var gjorda av stål. Eiffels påhittighet och briljans gav honom möjlighet att utforma och bygga några av världens mest kända byggnader.
Några av hans framsteg inkluderar: 
- att utforma ett system med hydraulcylindrar som gjorde det möjligt för arbetarna att kunna ställa brogrunderna djupt under vatten,
- att skapa robusta men ändå lätta "spindelvävslika" fackverk och valv som kunde stå emot kraftiga vindar,
- att använda smidesjärn för brobyggen vars flexibilitet också gjorde att de stod emot kraftiga vindar,
- utvecklingen av varmnitning, en teknik som innebar att stora bitar kunde prefabriceras och sedan snabbt monteras på plats.

## Byggnadsverk av Gustave Eiffel

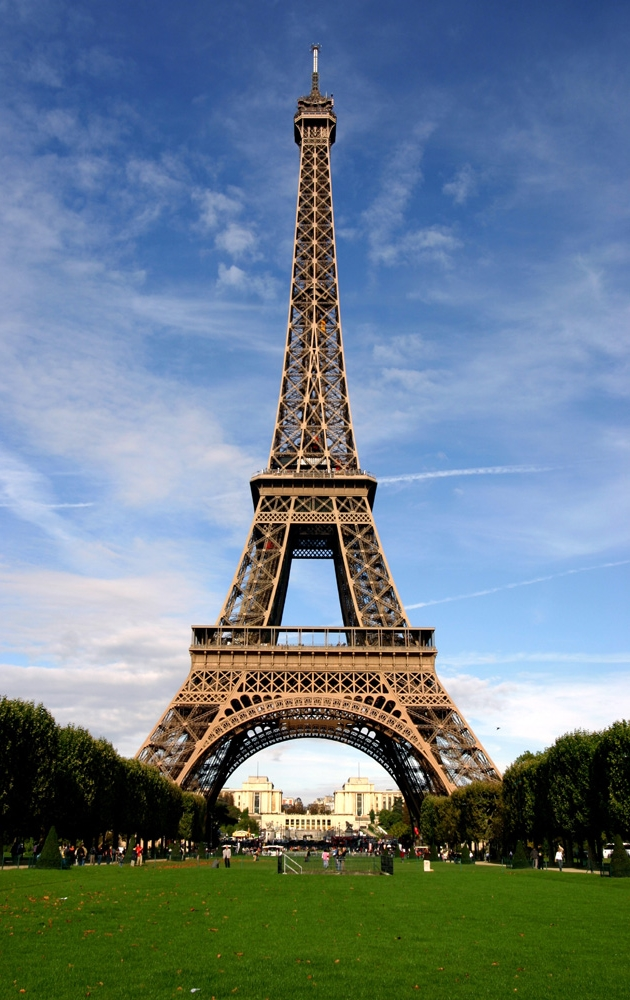
Eiffeltornet

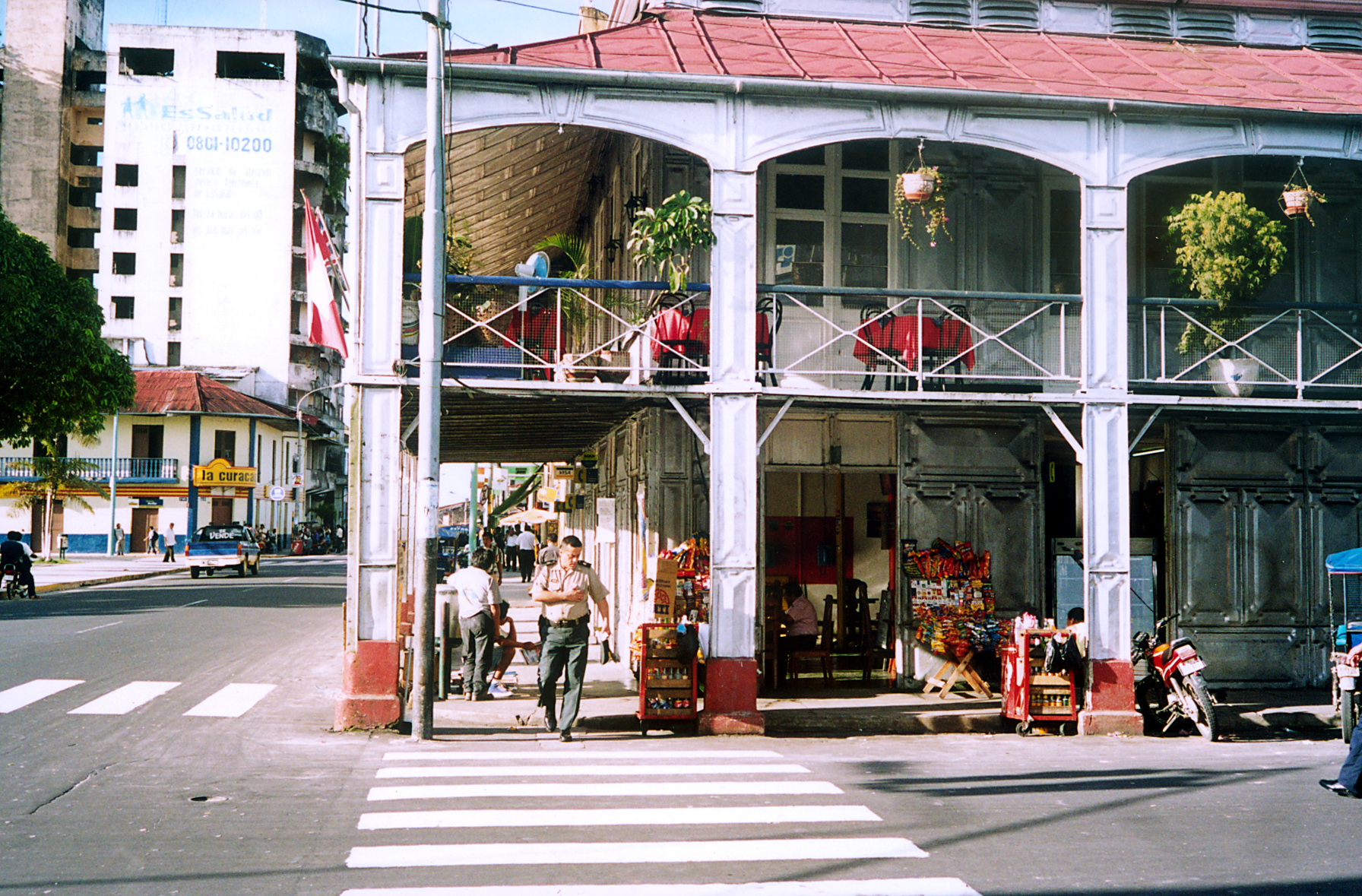
Casa de Hierros, Iquitos, Peru

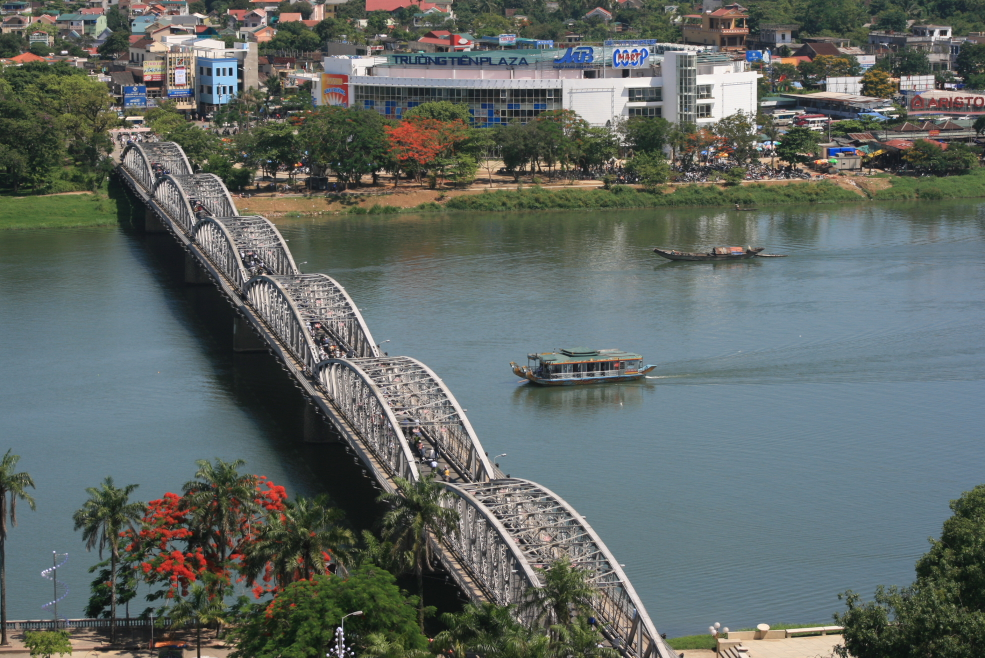
Truong Tien-bron

### Byggnader och konstruktioner
- Eiffeltornet
- Stommen till Frihetsgudinnan
- Huvudkupolen till Nice Observatorium
- Mercado Adolpho Lisboa, Brasilien
- Huvudpostkontoret i Ho Chi Minh-staden, Vietnam
- Paradis Latin, Paris, Frankrike
- Palacio de Hierro, Orizaba, Mexiko
- Palácio de Ferro, Luanda, Angola (~1901)
- Casa de Hierros i Iquitos, Peru (1897)
- Nyugati pályaudvar i Budapest, Ungern (1877)

### Broar
- Maria Pia-bron över floden Duero i Portugal
- Garabit-viadukten över floden Truyère i Frankrike
- Souleuvre-viadukten i Frankrike
- Long Bien-bron, Hanoi, Vietnam
- Birsbrücke, Münchenstein, Schweiz som kollapsade den 14 juni 1891 med över 70 döda.
- En järnbro över floden Garonne nära Bordeaux. Eiffels första projekt (vid 25 års ålder).
- Eiffel-bron i Viana do Castelos hamn var Gustav Eiffels projekt från 1878.
- Järnvägsbron över floden Coura i Caminha, Portugal.
- Truong Tien Bron över Huongfloden, Hue, Vietnam.
- Bron över Schelde i Temse, Belgien
- Landsvägsbron (D50) över floden Lay vid Lavaud i Vendee, Frankrike

### Andra verk
- Distillerie Combier, Saumur (Loire Valley), Frankrike
- Viadukt över floden Sioule, Frankrike (1867)
- Viadukt vid Neuvial, (1867)
- Notre Dame des Champs, Paris (1868)
- Svängbro i Dieppe, Frankrike (1870)
- La Paz gasverk, Bolivia
- La Paz Centralstation, La Paz, Bolivia (numera La Paz busstation)
- Kyrka i Tacna, Peru (1875)
- Kyrka i Arica, Chile
- Fyr på Runö, Estland (1877)
- Hotell Traian, i Iași, Rumänien (1884)
- Fyr Valsörarna i Kvarken, Finland (1985)
- Kyrka i Santa Rosalía, Baja California Sur, Mexiko
- Konak Pir, i İzmir, Turkiet (1890)
- Estación Central (station) (centralstationen), Santiago, Chile (1897)
- Bro över Tisza nära Szeged, Ungern
- Farol de São Thomé i Campos dos Goytacazes, Brasilien
- Stommen till Western Train station i Budapest, Ungern
- Fyr på Mona Island, Puerto Rico
- Plaza del Mercado i Mayagüez, Puerto Rico
- Bro i Trujillo Alto (finns fortfarande men används inte numera), Puerto Rico
- Puente Quezon (Quezonbron) över Pasig River, Manila, Filippinerna
- Ajfelbron i Skenderija Sarajevo, Bosnien och Hercegovina
- Kupolen (Salon Royale) på Hotel Negresco, Nice, Frankrike
- Pabellon de la Rosa Piriapolis, Uruguay
- Bro över Schelde nära Temse, Belgien

### Ej genomförda projekt
- Trinity Bridge, Sankt Petersburg - Eiffel skickade in ett bidrag till tävlingen, men hans bidrag vann ej.